# Rafael Montero (director)
Rafael Montero (Ciudad de México, 9 de octubre de 1953) es un guionista y director de cine mexicano, reconocido como uno de los impulsores del llamado Nuevo Cine Mexicano. Destaca por sus largometrajes de ficción Cilantro y perejil, El costo de la vida y Corazones rotos. Ha escrito y dirigido programas de televisión, cortometrajes, comerciales, documentales y largometrajes de ficción. También ha participado como jurado y ponente en festivales, concursos, congresos y seminarios internacionales. Del 2006 al 2008 fue miembro del consejo directivo de la SOGEM, como director de la rama de cine y desde el 2008 es miembro activo de la Academia Mexicana de Artes y Ciencias Cinematográficas.

## Biografía

### Primeros años
Vivió su infancia en la Colonia San Rafael de la Ciudad de México. Hijo del ingeniero ferrocarrilero Rafael Montero Márquez y de Alicia García Betancourt. Desde los años setenta, en la adolescencia, se integró al movimiento fílmico contracultural de los superocheros, en el que jóvenes creadores comenzaron a crear cintas independientes de bajo presupuesto con un alto contenido social y político, que reflejaba el contexto post-68.
Esta generación, formada por autores como Sergio García, Gabriel Retes, Alfredo Gurrola y el propio Montero, realizó una serie de trabajos fílmicos que se presentaron en circuitos universitarios, en los concursos de cine experimental o cine independiente y en festivales locales. Entre los trabajos de Montero destacan Chuchulucos y arrumacos para burgueses y Enamorado fantástico de plástico, que retratan los temas de la liberación sexual y la existencia utilizando música de bandas psicodélicas de la época.
Posteriormente, Rafael Montero realizó estudios de cinematografía en el CUEC (Centro Universitario de Estudios Cinematográficos de la Universidad Nacional Autónoma de México), de 1973 a 1978, en donde tuvo como compañeros a cineastas como José Luis García Agraz.
En esos años, trabajó como asistente de la máquina de efectos ópticos en la compañía Roberto de la Rosa, S.A; como fotógrafo de documentales producidos y transmitidos por el Canal 13 de televisión de la Ciudad de México y como asistente del director Antonio Eceiza, en la película Mina, viento de libertad (1976).
En 1979, la Academia Mexicana de Artes y Ciencias Cinematográficas nominó al Premio Ariel como mejor ópera prima su película de tesis Adiós, David. En los años ochenta, realizó para el Instituto Nacional Indigenista documentales etnográficos, entre los que destacan El eterno retorno, Testimonio de los indios kikapú y Casas Grandes: Una aproximación a la gran chichimeca, que recibió el Premio Ariel como mejor documental de 1988. También en los ochenta dirigió la serie Frontera Norte, producida por la Unidad de Televisión Educativa y Cultural de la Secretaría de Educación Pública.

### Carrera profesional
El costo de la vida marcó su debut como guionista y director en la industria del cine, y obtuvo buenos resultados tanto en la taquilla como con la crítica; fue nominada en varias categorías para los premios Diosa de Plata y Ariel. Participó en diversas muestras y festivales tanto nacionales como internacionales. En esta cinta aparece tocando en vivo el grupo La Maldita Vecindad, que comenzaba a darse a conocer en los ochenta.
En los años noventa, dirigió programas de la serie de culto La hora marcada junto con otros cineastas reconocidos, como Alfonso Cuarón, Guillermo del Toro y Emmanuel Lubezki.
Entre 1990 y 1995, dirigió para Televisa cinco películas de largometraje, entre las que destacan Una buena forma de morir y Ya la hicimos, una de las películas más taquilleras de 1993. Además participó también como guionista y director en programas culturales producidos por el Conaculta, el Canal 22 y TV UNAM.
En 1996, dirigió la exitosa película Cilantro y perejil, por la cual obtuvo cuatro nominaciones para el Premio Heraldo, nueve para la Diosa de Plata y dieciséis para el Ariel. Y recibió, entre otros premios, el Ariel como mejor película, mejor director, mejor guion, mejor edición y mejor música. Y la Taquilla de Oro de la Cámara Nacional de la Industria Cinematográfica, por ser la película mexicana más taquillera del año 97.
Cilantro y perejil participó en más de 30 festivales y muestras internacionales de cine; obtuvo el Panambi a la mejor película por voto popular en el 9º Festival Internacional de Asunción, Paraguay.
Esta cinta fue una de las principales representantes del cine mexicano de la década de los noventa pues, aparte de su renombre internacional, contribuyó a conciliar al público con el cine nacional y a llevar nuevos ojos a las salas de cine del país.
Entre 1997 y 1999, colaboró en la Editorial Clío, presidida por el historiador Enrique Krauze, y realizó documentales para la serie México Siglo XX, que se transmitió por el Canal 2 de Televisa. Sus capítulos más destacados son una serie de documentales sobre rock mexicano titulados Yo no era un rebelde y La célula que se explota.
En el 2000, el Alto Comisionado de las Naciones Unidas para los Refugiados (ACNUR), le encomendó la realización de los videos: México, tradición de asilo y refugio y Mujeres guatemaltecas refugiadas en México.
Tras años de ausencia en la pantalla grande, en 2000 escribió y dirigió la película Corazones rotos, protagonizada por Lorena Rojas, Verónica Merchant, Rafael Sánchez Navarro y Odiseo Bichir. Esta cinta, que destaca por tener una compleja narrativa dramática, participó en más de 20 festivales y muestras internacionales de cine.
En 2002, dirigió la película de comedia Dame tu cuerpo, con Luz María Zetina y Rafael Sánchez Navarro, que trata sobre un hombre que pasa un lío amoroso, pues el alma de la mujer que ama se mete en el cuerpo de su mejor amigo y viceversa.
En 2003, finalizó el largometraje documental No tuvo tiempo, La Hurbanistoria de Rockdrigo, producido por Volcán Producciones, Canal 22 y Ediciones Pentagrama. Este documental sacó de nuevo a la luz al difunto roquero Rodrigo González, quien por mucho tiempo permaneció como un músico de culto y que se convirtió en uno de los iconos de la cultura urbana de la Ciudad de México.
En 2004, escribió y dirigió el largometraje documental de denuncia social Preguntas sin respuesta: Los asesinatos y desapariciones de mujeres en Ciudad Juárez y Chihuahua. Este trabajo ganó en 2005 los premios Pantalla de Cristal al mejor documental, al mejor director, al mejor guion y a la mejor edición, y el premio al mejor documental en el Binational Independent Film Festival. En 2006, el Broze Remi Award, en el Houston International Film Festival y el Premio Videoamerica, en el Festival del Cine Latinoamericano de Trieste, Italia.
Durante 2010, escribió y dirigió el largometraje de comedia La cama, protagonizado por Rebecca Jones, Sergio Mayer, Daniel Martínez, Liz Gallardo y Lilia Aragón.
En 2011, concluyó el largometraje Los amorosos, filmado en el estado de Chiapas, que escribió y dirigió inspirado en los poemas de Jaime Sabines.
Dirigió la comedia Fachon Models, estrenada en 2014 y protagonizada por Adriana Louvier, Héctor Jiménez y Eugenio Bartilotti, y cuya producción corrió a cargo de Rodrigo Trujillo, hijo del actor Valentín Trujillo Gazcón. La cinta tuvo buen recibimiento comercial.
En 2016 dirigió la cinta Rumbos paralelos, con Ludwika Paleta e Iliana Fox, distribuida por Videocine.

## Filmografía

### Cortometrajes
| Año  | Película                                                                                         | Crédito como | Crédito como | Crédito como | Crédito como | Crédito como |
| Año  | Película                                                                                         | Director     | Escritor     | Productor    | Editor       |              |
| ---- | ------------------------------------------------------------------------------------------------ | ------------ | ------------ | ------------ | ------------ | ------------ |
| 1978 | Adiós David                                                                                      | Sí           | Sí           | Sí           |              |              |
| 1984 | El Eterno Retorno: Testimonio de los Indios Kikapú                                               | Sí           | Sí           | Sí           |              |              |
| 1988 | Historias de Ciudad, episodio Viajeros                                                           | Sí           | Sí           |              |              |              |
| 1988 | El costo de la vida                                                                              | Sí           | Sí           | Sí           |              |              |
| 1992 | Justicia de nadie                                                                                | Sí           | Sí           |              |              |              |
| 1992 | El Jefe de Vigilancia                                                                            | Sí           | Sí           |              |              |              |
| 1993 | Ya la hicimos                                                                                    | Sí           |              |              |              |              |
| 1993 | Hoy no circula (lunes, jueves y viernes)                                                         | Sí           |              |              |              |              |
| 1993 | Una buena forma de morir                                                                         | Sí           |              |              |              |              |
| 1994 | Crimen perfecto                                                                                  | Sí           |              |              |              |              |
| 1995 | Embrujo de rock                                                                                  | Sí           |              |              | Sí           |              |
| 1996 | Cilantro y perejil                                                                               | Sí           |              |              |              |              |
| 2001 | Corazones rotos                                                                                  | Sí           | Sí           |              |              |              |
| 2002 | Dame tu cuerpo                                                                                   | Sí           |              |              |              |              |
| 2003 | No tuvo tiempo: La hurbanistoria de Rockdrigo                                                    | Sí           | Sí           |              |              |              |
| 2004 | Preguntas Sin Respuesta, Los Asesinatos y Desapariciones de Mujeres en Ciudad Juárez y Chihuahua | Sí           | Sí           | Sí           |              |              |
| 2008 | Un tigre en la cama                                                                              | Sí           |              |              |              |              |
| 2010 | La cama                                                                                          | Sí           | Sí           |              |              |              |
| 2011 | Los amorosos                                                                                     | Sí           | Sí           |              |              |              |
| 2012 | Fachon Models                                                                                    | Sí           |              |              |              |              |
| 2015 | Villa, itinerario de una pasión                                                                  | Sí           |              |              |              |              |

| 1972 | Enamorado Fantástico de Plástico                                               | Sí | Sí | Sí |
| 1972 | Esperanza                                                                      | Sí |    | Sí |
| 1973 | La Libertad es un hombre Chiquito                                              | Sí | Sí | Sí |
| 1974 | Chuculucos y Arrumacos                                                         | Sí | Sí | Sí |
| 1975 | El Infierno Tan Temido (mediometraje)                                          | Sí | Sí |    |
| 1986 | Casas Grandes: Una Aproximación a la Gran Chichimeca (mediometraje documental) | Sí | Sí |    |
| 2004 | La Cadena de la Corrupción                                                     | Sí | Sí |    |
| 2007 | La Calle es de Todos                                                           | Sí | Sí |    |
| 2007 | Es Tiempo de Volver a la Escuela                                               | Sí | Sí |    |
| 2010 | Nuevo Juan del Grijalva                                                        | Sí | Sí |    |

## Reconocimientos y galardones
| Año  | Película                                                                        | Premio                                                           | Evento |
| ---- | ------------------------------------------------------------------------------- | ---------------------------------------------------------------- | --- |
| 1973 | Esperanza                                                                       | Mención Por Realización                                          | Tercer Concurso de Cine Independiente Premio Luis Buñuel                                                   |
| 1974 | Concha Sola                                                                     | Mejor Fotografía                                                 | Tercer Concurso de Cine Súper 8 de la ANDA                                                                 |
| 1979 | Adiós David                                                                     | Mención para Mejor Ópera Prima                                   | Premio Ariel de la Academia Mexicana de Artes y Ciencias Cinematográficas                                  |
| 1985 | El Eterno Retorno, Testimonio de los Indios Kikapú                              | Mención Especial                                                 | Primer Festival Latinoamericano de Pueblos Indígenas                                                       |
| 1986 | El Eterno Retorno, Testimonio de los Indios Kikapú                              | Nominación para la Mejor edición                                 | Premio Ariel de la Academia Mexicana de Artes y Ciencias Cinematográficas                                  |
| 1987 | El Costo de la Vida                                                             | Mención Honorífica al Guion                                      | Primer Concurso Nacional para Escritores de Cine de Televicine                                             |
| 1987 | El Eterno Retorno, Testimonio de los Indios Kikapú                              | Mención Honorífica                                               | Cuarto Festival de Cine y Video Científico de la Asociación Mexicana de Recursos Audiovisuales Científicos |
| 1989 | El Costo de la Vida                                                             | Nominaciones para Ópera Prima y Mejor Historia Escrita para Cine | Diosa de Plata de Periodistas Cinematográficos de México                                                   |
| 1989 | Casas Grandes, Una Aproximación a la Gran Chichimeca                            | Ariel al Mejor Mediometraje Documental                           | Premio Ariel de la Academia Mexicana de Artes y Ciencias Cinematográficas                                  |
| 1994 | Guion Refuego                                                                   | Mención Honorífica                                               | Primer Concurso de Guion Policiaco de la SOGEM y la PJDF                                                   |
| 1997 | Cilantro y Perejil                                                              | Ariel a la Mejor Película y al Mejor Director                    | Premio Ariel de la Academia Mexicana de Artes y Ciencias Cinematográficas                                  |
| 1997 | Cilantro y Perejil                                                              | La Taquilla de Oro                                               | Cámara Nacional de la Industria Cinematográfica                                                            |
| 1998 | Cilantro y Perejil                                                              | Panambí a la Mejor Película                                      | Noveno Festival Cinematográfico Internacional de Asunción, Paraguay                                        |
| 2005 | Preguntas Sin Respuesta, los Asesinatos de Mujeres en Ciudad Juárez y Chihuahua | Mejor Documental                                                 | Binational Independent Film Festival, El Paso, Texas                                                       |
| 2005 | Preguntas Sin Respuesta, los Asesinatos de Mujeres en Ciudad Juárez y Chihuahua | Mejor Documental, Mejor Director, Mejor Guion, Mejor Edición     | Pantalla de Cristal Film Festival                                                                          |
| 2006 | Preguntas Sin Respuesta, los Asesinatos de Mujeres en Ciudad Juárez y Chihuahua | Bronze Remi Award                                                | Houston International Film Festival                                                                        |
| 2006 | Preguntas Sin Respuesta, los Asesinatos de Mujeres en Ciudad Juárez y Chihuahua | Premio Video América                                             | Festival de Cine Latinoamericano de Trieste Italia                                                         |